# Геленіум
Геленіум (Helenium) — рід однорічних і багаторічних трав'янистих рослин родини айстрові (Asteraceae).

## Поширення
39 видів у Північній і Центральній Америці, головним чином на заході США.

## Опис
Стебла висотою від 10 до 160 см. На кожному стеблі одна або кілька кошиків в щитковидних суцвіттях. Листки овальні, списоподібні. Плід — сім'янка з папусом. Цвітуть у другій половині літа і восени.

## Використання
Багато видів декоративні, наприклад геленіум осінній (Helenium autumnale). Садові форми і сорти гібридного походження об'єднують під назвою геленіум гібридний (Helenium hybridum). Вони різні за висотою і розрізняються забарвленням квіткових кошиків — комбінаціями жовтих, коричневих і червоно-пурпурових відтінків.

## Види
- Helenium apterum (S.F.Blake) Bierner
- Helenium argentinum Ariza
- Helenium arizonicum S.F.Blake
- Helenium aromaticum (Hook.) L.H.Bailey
- Helenium atacamense Cabrera
- Helenium autumnale L.
- Helenium bigelovii A.Gray
- Helenium bolanderi A.Gray
- Helenium brevifolium (Nutt.) Alph.Wood
- Helenium campestre Small
- Helenium chihuahuensis Bierner
- Helenium donianum (Hook. & Arn.) Seckt
- Helenium drummondii H.Rock
- Helenium elegans DC.
- Helenium fimbriatum (Michx.) A.Gray
- Helenium flexuosum Raf.
- Helenium glaucum (Cav.) Stuntz
- Helenium insulare (Phil.) Cabrera
- Helenium integrifolium Sessé & Moc.
- Helenium laciniatum A.Gray
- Helenium linifolium Rydb.
- Helenium longiaristatum Cuatrec.
- Helenium mexicanum Kunth
- Helenium microcephalum DC.
- Helenium ovallense Bierner
- Helenium pinnatifidum (Schwein. ex Nutt.) Rydb.
- Helenium polyphyllum Small
- Helenium puberulum DC.
- Helenium quadridentatum Labill.
- Helenium radiatum (Less.) Seckt
- Helenium scaposum Britton
- Helenium scorzoneraefolium (DC.) A.Gray
- Helenium tenuifolium Nutt.
- Helenium thurberi A.Gray
- Helenium tinctorium (Molina) J.F.Macbr.
- Helenium urmenetae (Phil.) Cabrera
- Helenium vallenariense (Phil.) Bierner
- Helenium vernale Walter[en]
- Helenium virginicum S.F.Blake